# Хорошхин, Михаил Павлович
Ми́хаил Па́влович Хоро́шхин (1844—1898) — русский военный и государственный деятель, писатель, генерал-лейтенант (14.05.1896), уральский казак.

## Биография
Родился в 1844 году в семье уральского казачьего офицера, героя Крымской войны 1853—1856 гг. полковника Павла Борисовича Хорошхина. 
Окончил Оренбургский Неплюевский кадетский корпус.Выпущен 16.06.1861 в чине хорунжего. Служил в частях Уральского казачьего войска (бывшего Яицкого). 26.08.1865 произведён в чин сотника, поступил в Николаевскую академию Генерального штаба, по окончании (по 1-му разряду) проходил службу с 08.09.1868 в должности помощника старшего адъютанта в штабе Оренбургского военного округа. С 28.10.1867 - есаул, с 20.04.1869 старший адъютант в штабе войск Уральского казачьего войска. С 05.02.1870 - старший адъютант штаба 37-й пехотной дивизии. 12.08.1870 получил назначение в Главный штаб (г. Санкт-Петербург) - старшим помощником столоначальника Главного штаба. 
31.03.1874 произведён в чин подполковника. С 14.05.1875 - столоначальник Главного штаба.
После гибели в бою с кокандцами брата Александра, Михаил Павлович взял на себя заботу по изданию его научных трудов.
27.03.1877 произведён в чин полковника.
C 26.11.1881 — в должности начальника отдела Главного управления казачьих войск Военного министерства Российской империи. Михаил Павлович Хорошхин за свою жизнь написал много произведений, печатался в журнале «Военный сборник» и газете «Русский инвалид».
06.05.1887 произведён в чин генерал-майора. 22 февраля 1888 года был назначен на должность наказного атамана Забайкальского казачьего войска и военного губернатора Забайкальской области. Одним из важных событий его губернаторства стала организация встречи в 1891 году наследника престола, будущего императора Николая II. Было создано окружное полицейское управление, в городе Чите начало действовать новое городовое уложение.
С 16.05. по 09.07.1893 - состоял в распоряжении Военного министра.
09.07.1893 Хорошхин М. П. получил назначение на должность начальника штаба Туркестанского военного округа. 03.06.1896 назначен на должность начальника 40-й Пехотной дивизии, входившей в состав IV армейского корпуса, дислоцировавшегося в Виленском военном округе.
Генерал М. П. Хорошхин умер 17 декабря 1898 года в Бобруйске, внезапно, от инфаркта. Его тело было перевезено по завещанию на родину и было предано земле рядом с могилой матери в Никольском монастыре, вблизи города Уральска (Яицкого городка).

## Награды
- Орден Святого Станислава 3 степени
- Орден Святого Станислава 2 степени
- Орден Святого Станислава 1 степени
- Орден Святой Анны 3 степени
- Орден Святой Анны 2 степени
- Орден Святого Владимира 3 степени
- Орден Святого Владимира 2 степени

## Произведения
- «Уральская община» (1880)
- «Казачьи войска: Опыт военно-статистического описания» (СПб., 1881)
- «Исторический очерк деятельности Военного управления в России в первое двадцатипятилетие благополучного царствования государя Императора Александра Николаевича (1855—1880)» (СПб., 1881)
- «Очерк казачьих войск» (СПб., 1884)
- «Иканский бой 4, 5 и 6 декабря 1864 года. Рассказ о героическом подвиге Уральской сотни» (СПб., 1884)
- «Забайкальская казачья книга» (СПб., 1893) (в соавторстве с Е. С. Путиловым)
- «Забайкалье. Значение его для государства» (СПб., 1893)
- «Героический подвиг уральцев. Дело под Иканом 4, 5 и 6 декабря 1864 года» (Уральск, 1895)
- "Исторический очерк деятельности военного управления в России с 1855 по 1880 гг. " (в 6 т.) (в соавторстве с Богдановичем и Максимовичем).